# خوانيتا كيسي
خوانيتا كيسي (بالإنجليزية: Juanita Casey)‏ (10 أكتوبر 1925، إنجلترا في المملكة المتحدة - 24 أكتوبر 2012 في المملكة المتحدة)؛ كاتِبة وشاعرة بريطانية.